# Monumento a la mujer trabajadora desconocida
El Monumento a la mujer trabajadora desconocida (en inglés: Monument to the Unknown Woman Worker) es una escultura de 1992 realizada por Louise Walsh en Belfast, Irlanda del Norte en el Reino Unido. 
La escultura se encuentra en la calle Great Victoria de la ciudad junto al Hotel Europa. El Departamento de la comisión original del Medio Ambiente quería reflejar la historia de la cercana calle Amelia como un barrio rojo. Sin embargo Walsh no estuvo de acuerdo con esto, y cambió el enfoque a los temas de derechos de las mujeres en los empleos de baja remuneración y el trabajo doméstico no remunerado. 
Walsh nació en el condado de Cork, y recibió su maestría en escultura en la Universidad del Ulster.